# 新吉洪诺夫农村居民点
新吉洪诺夫农村居民点（俄语：Новотихоновское сельское поселение）是俄罗斯联邦伏尔加格勒州旧波尔塔夫卡区所属的一个农村居民点。其下辖有5个居民点，行政中心为新吉洪诺夫。据2016年统计，该农村居民点的人口为591人。